# Vetulicolia
I vetulicoli (Vetulicolia) sono un enigmatico phylum estinto, che raggruppava animali vissuti esclusivamente nel Cambriano. I loro resti sono stati rinvenuti in Cina, in Groenlandia, in Australia e in Nordamerica.

## Descrizione
In generale, il piano corporeo di questi animali consisteva in due parti separate: una sezione anteriore voluminosa, con una grande “bocca” e una fila di cinque strutture arrotondate od ovali su ciascun lato; queste ultime sono state interpretate come branchie (o almeno come aperture in prossimità della faringe). La parte posteriore del corpo era costituita da sette segmenti, ed era separata da quella anteriore tramite una strozzatura.

## Tassonomia
Descritto da Shu et al. nel 2001, il phylum dei vetulicoli è di incerta collocazione sistematica, anche se sembra chiaro che questi animali erano deuterostomi primitivi. Il phylum include la famiglia Didazoonidae, con i generi Didazoon e Xidazoon, e la famiglia Vetulicolidae, con i generi Ooedigera e Vetulicola. L'enigmatica Banffia, descritta per la prima volta nel 1911, è stata ascritta con qualche incertezza a questo gruppo. Gli autori hanno inoltre proposto che Yunnanozoon, altro enigma del Cambriano, potesse essere uno stretto parente dei vetulicoli.
Nel 2003 Shu ipotizzò che i vetulicoli rappresentassero un arcaico ramo laterale dei deuterostomi; ciò implica che la segmentazione presente nei cefalocordati e nei vertebrati potrebbe essere derivata dall'antenato comune di protostomi e deuterostomi. La situazione si è fatta più complicata con la descrizione di un organismo noto come Skeemella, da parte di Briggs et al. (2005). Questo animale, proveniente dal Cambriano medio dello Utah, potrebbe essere stato affine ai vetulicoli, ma sono state riscontrate anche analogie con gli artropodi: in questo modo, l'assegnazione dei vetulicoli ai deuterostomi è stata posta in dubbio.
Secondo Dominguez e Jefferies, analisi morfologiche suggerirebbero che Vetulicola (e quindi tutti i vetulicoli) possano essere degli urocordati, probabilmente un gruppo affine ai larvacei. In sostanza, la posizione tassonomica dei vetulicoli rimane altamente controversa.
Una ricerca del 2017 suggerisce che Vetulicolia sia imparentata con Saccorhytus, un altro gruppo basale di deuterostomi.

## Classificazione
- Phylum Vetulicolia
  - Classe Vetulicolida
    - Ordine Vetulicolata
      - Famiglia Vetulicolidae
        - Genere Vetulicola
          - Vetulicola rectangulata
          - Vetulicola cuneata
          - Vetulicola gangtoucunensis
          - Vetulicola monile

        - Genere Ooedigera
          - Ooedigera peeli

      - Famiglia Beidazooidae
        - Genere Beidazoon

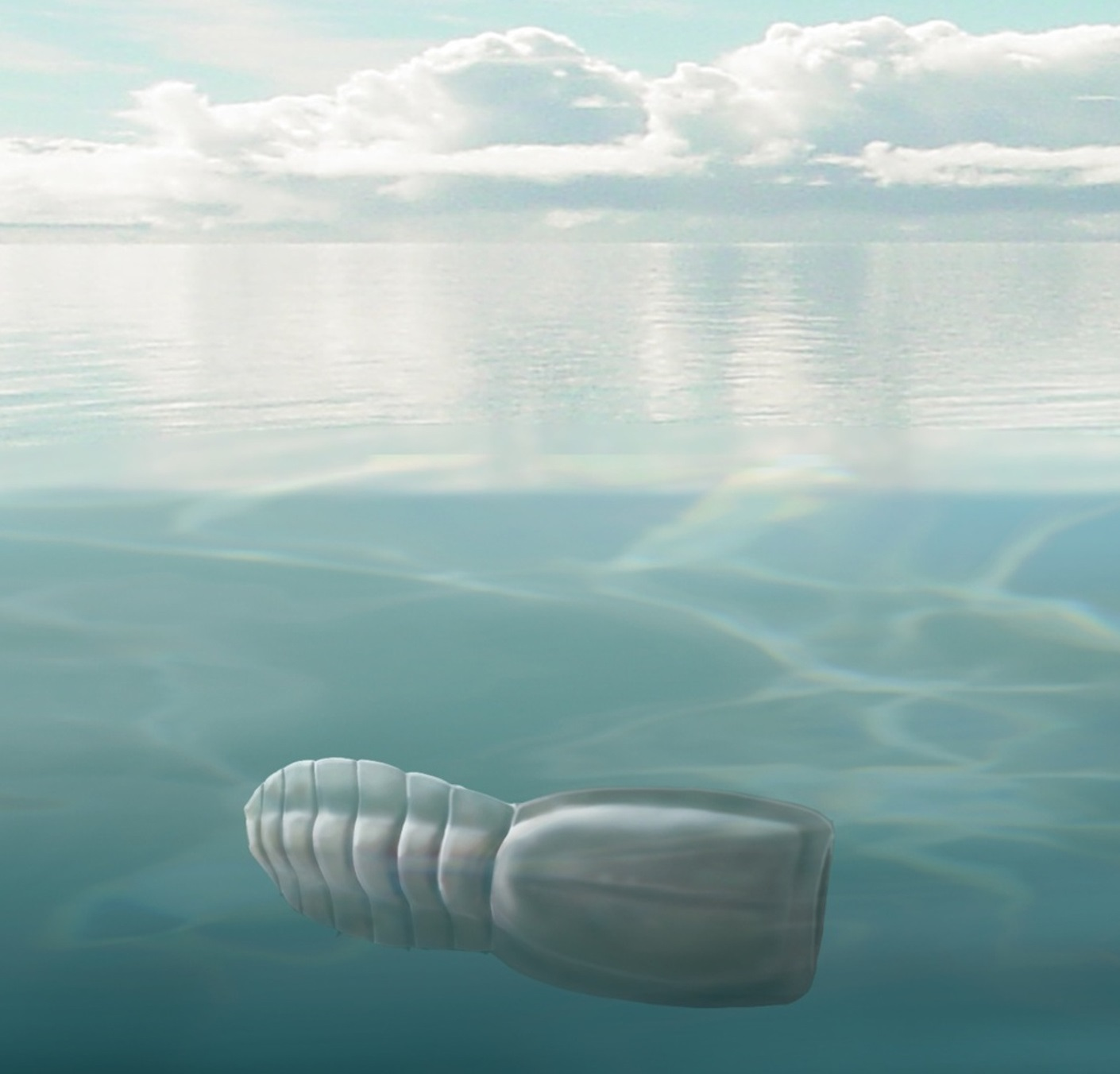
Ricostruzione di Nesonektris aldridgei

          - Beidazoon venustum (sinonimo = Bullivetula variola)

      - Famiglia Didazoonidae
        - Genere Didazoon
          - Didazoon haoae

        - Genere Xidazoon
          - Xidazoon stephanus

        - Genere Pomatrum
          - Pomatrum ventralis

    - ?Ordine Yunnanozoa
      - Famiglia Yunnanozoonidae
        - Genere Yunnanozoon
          - Yunnanozoon lividum

        - Genere Haikouella
          - Haikouella lanceolata

  - Classe Banffozoa
    - Skeemella clavula
    - Famiglia Banffiidae
      - Genere Banffia
        - Banffia constricta

  - Classe Heteromorphida
    - Famiglia Heteromorphidae
      - Genere Heteromorphus
        - Heteromorphus longicaudatus (sinonimo = Banffia confusa)
        - "Form A" (specie non descritta)

  - incertae sedis Yuyuanozoon magnificissimi
  - incertae sedis Nesonektris aldridgei